# Strimmig skatgök

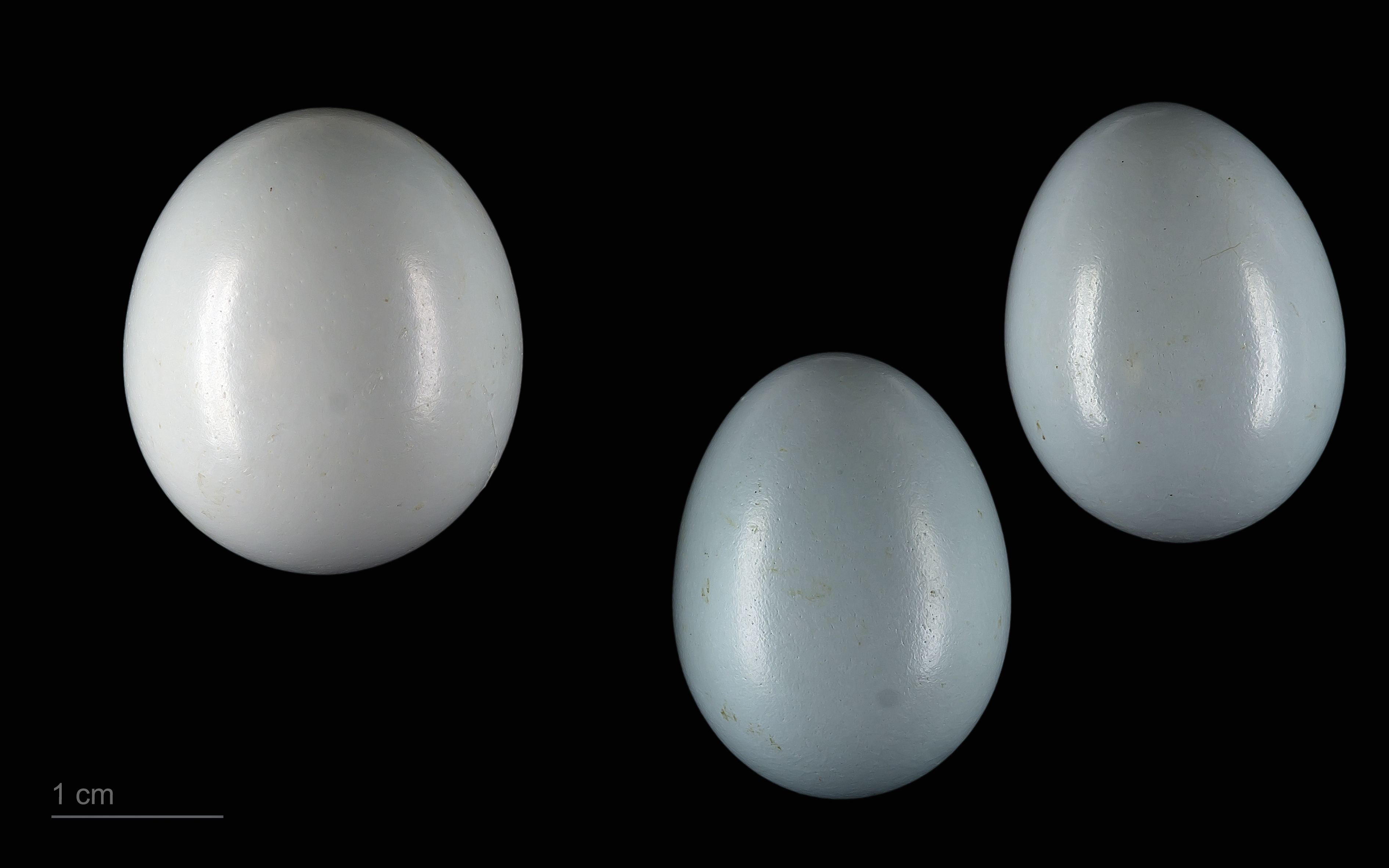
Clamator levaillantii + Turdoide plebejus

Strimmig skatgök (Clamator levaillantii) är en fågel i familjen gökar inom ordningen gökfåglar.

## Utbredning och systematik
Fågeln förekommer i Afrika söder om Sahara. Den behandlas som monotypisk, det vill säga att den inte delas in i några underarter.

## Status och hot
Arten har ett stort utbredningsområde, men tros minska i antal, dock inte tillräckligt kraftigt för att den ska betraktas som hotad. Internationella naturvårdsunionen IUCN listar arten som livskraftig (LC).

## Namn
Fågelns vetenskapliga artnamn hedrar François Levaillant (1753-1824), fransk ornitolog, upptäcktsresande och samlare av specimen.